# Potzneusiedl

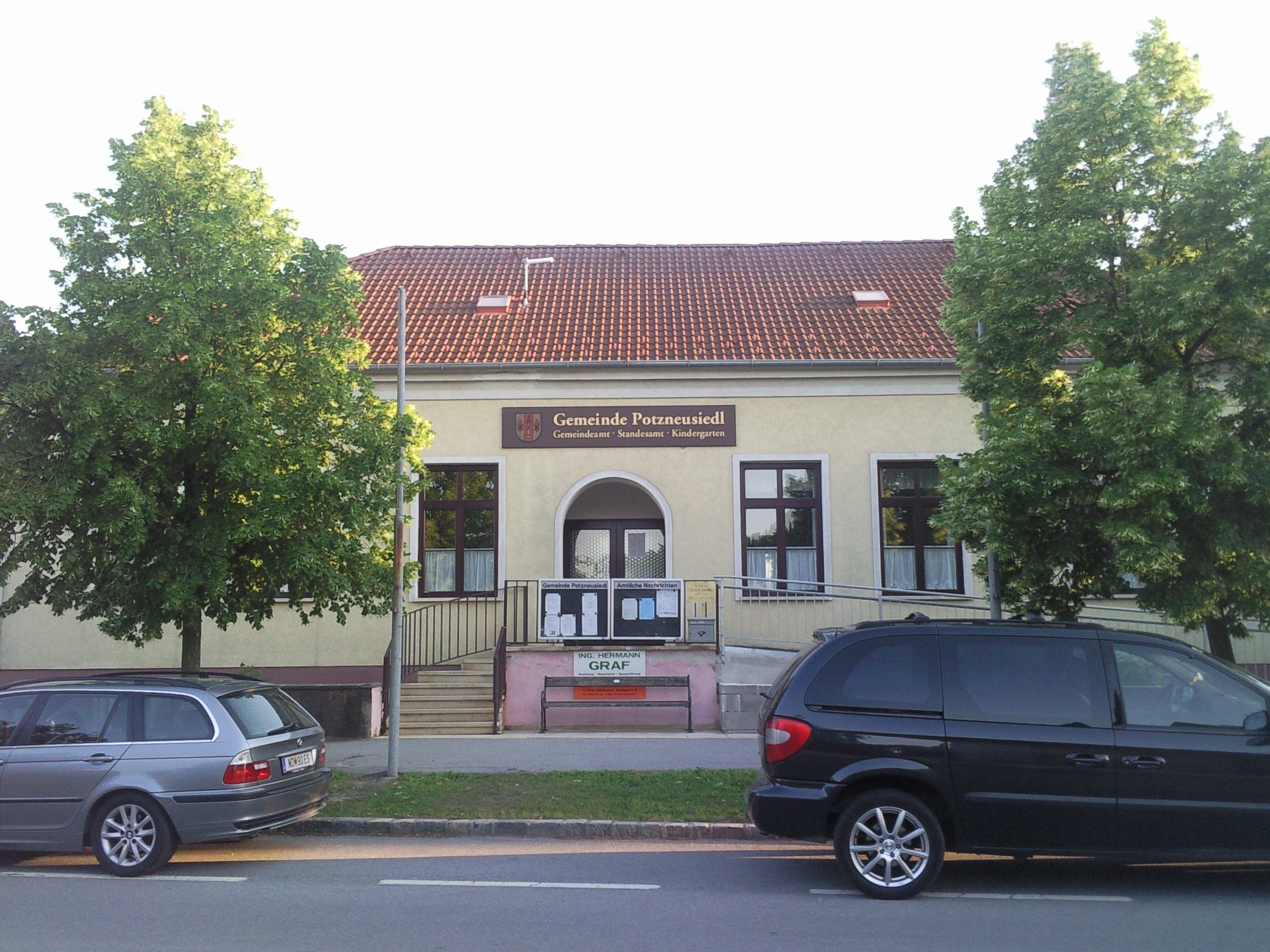
Gemeinde Potzneusiedl

Potzneusiedl là một đô thị ở huyện Neusiedl am See thuộc bang Burgenland ở nước Áo. Đô thị này có diện tích 12,1 km², dân số thời điểm ngày 31 tháng 12 năm 2005 là 470 người.
Potzneusiedl nằm ở bờ nam của sông Leitha.

## Hình ảnh

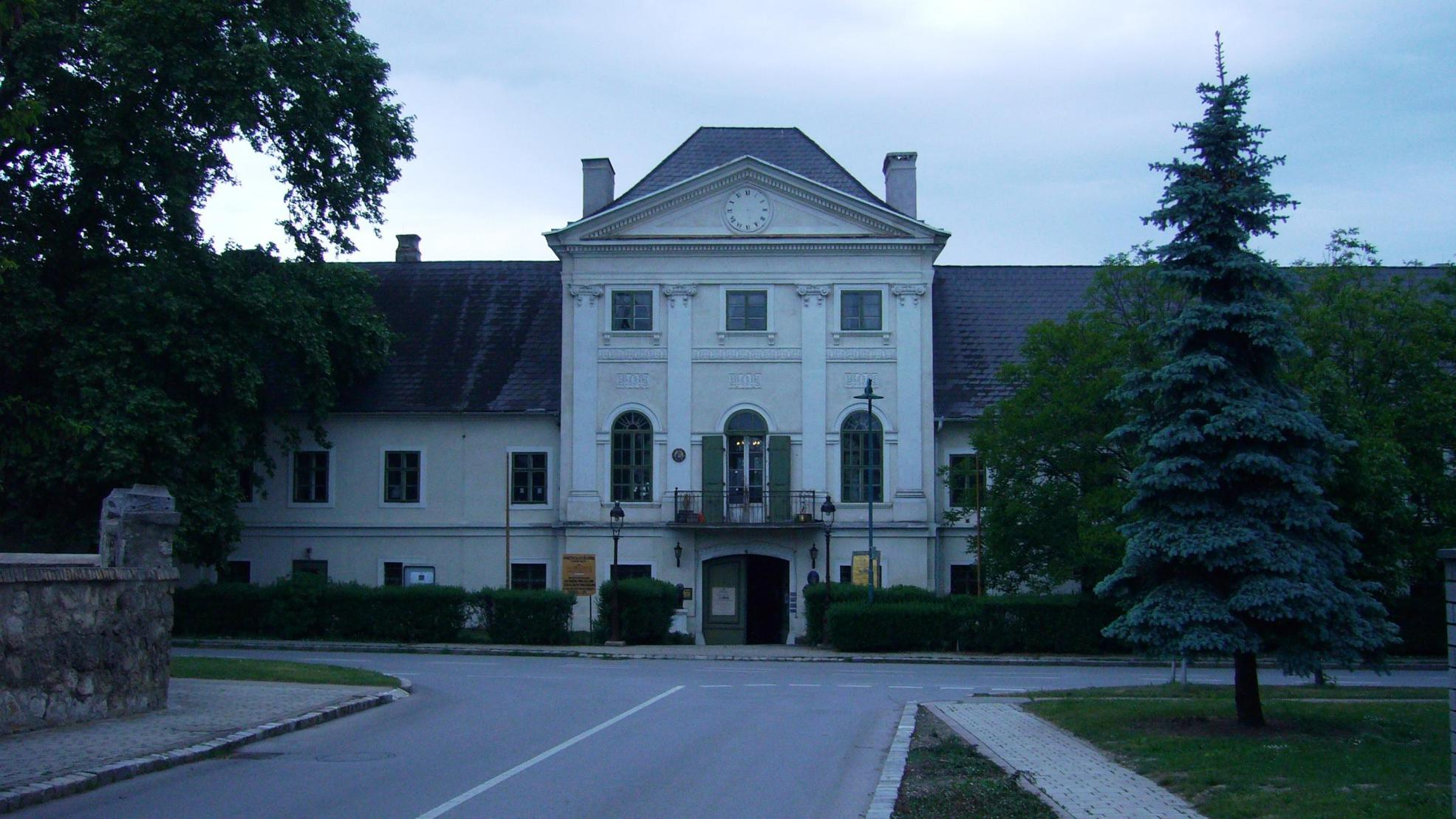
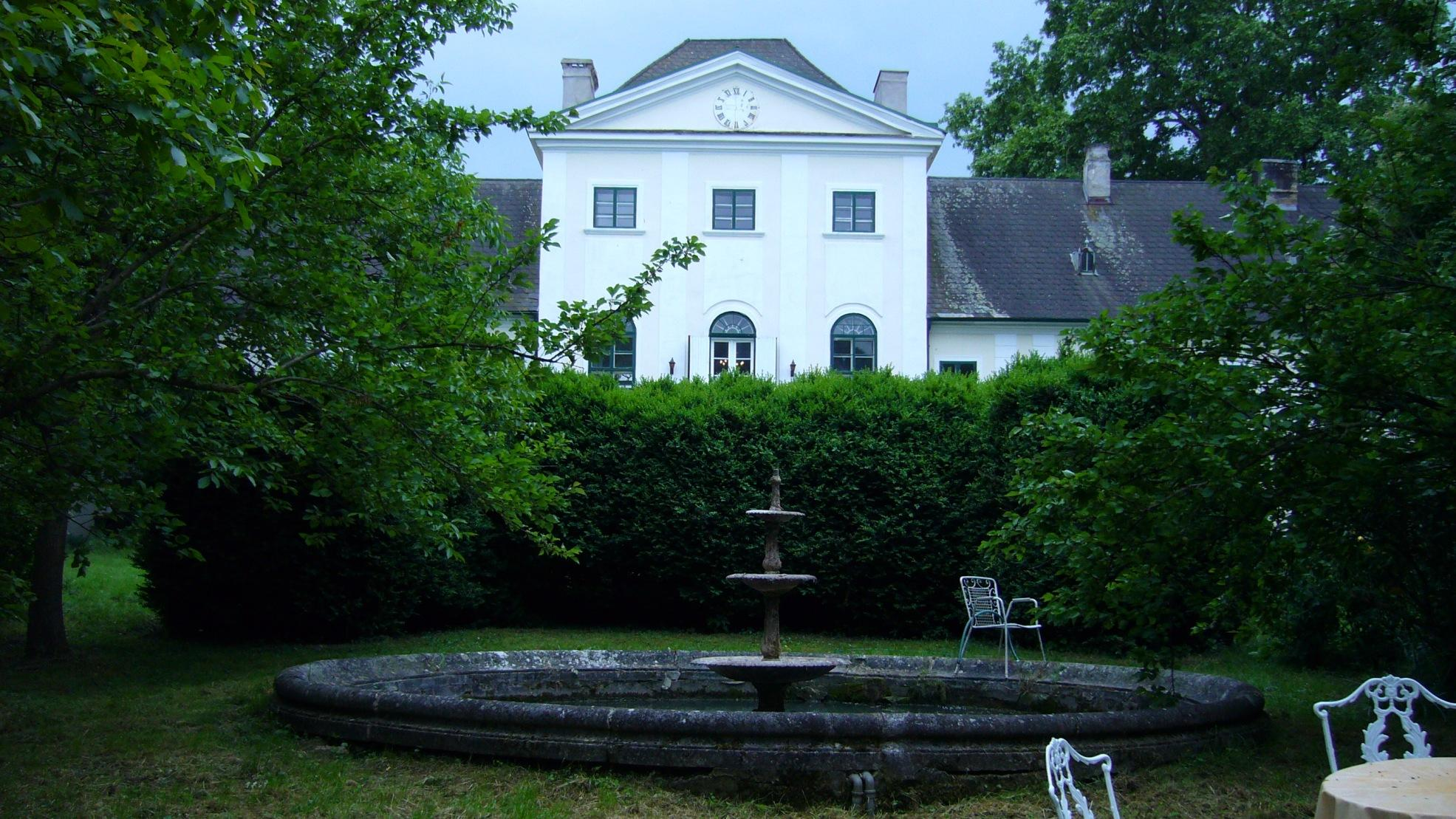
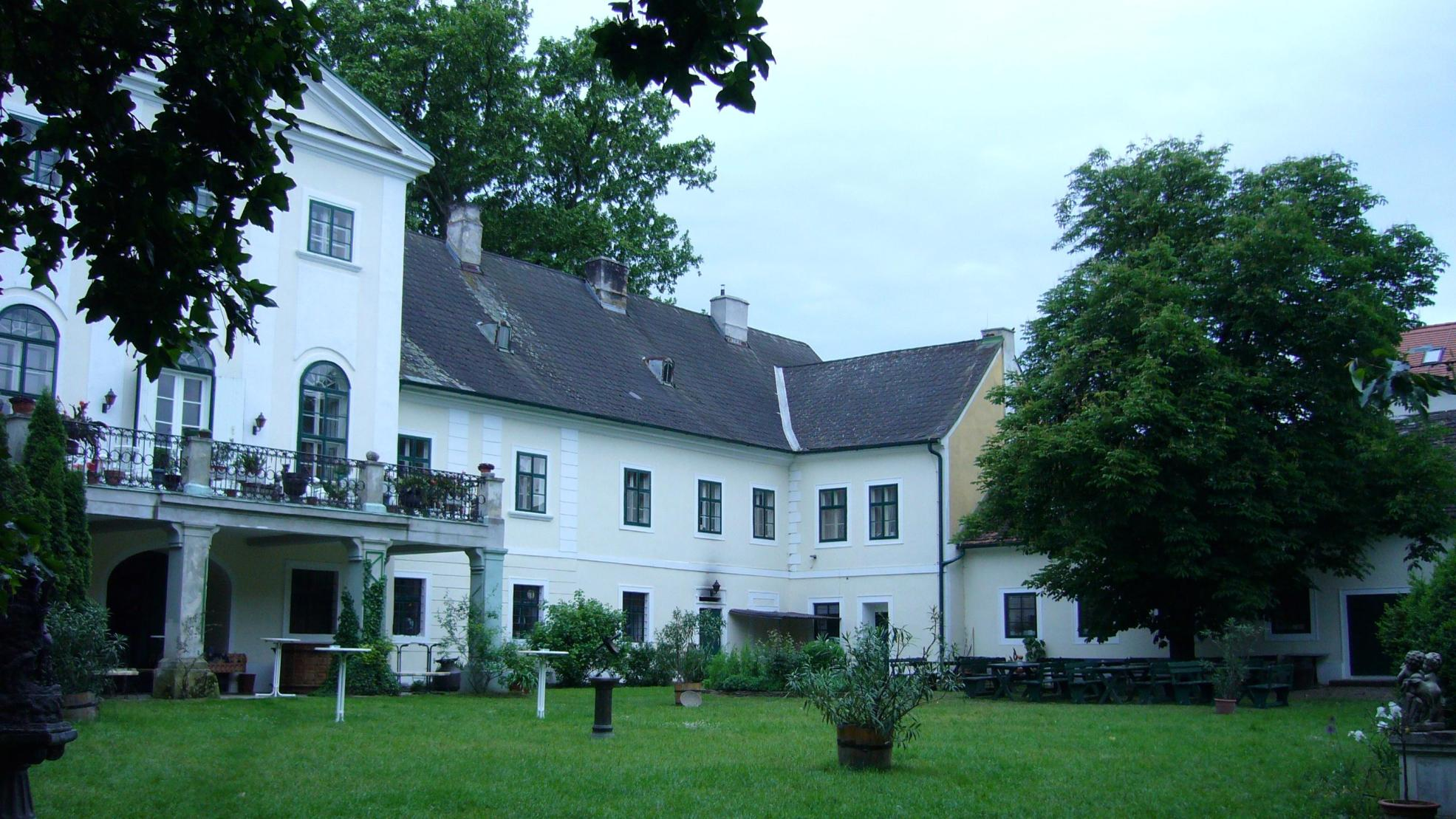